# Löjtnant
Löjtnant (förkortning: lt) är en militär grad i svenska försvarsmakten. Ordet kommer från franska lieutenant. Graden går in under OF-1 (NATO-kod "Officers"). 

## Sverige
Graden löjtnant erhålls efter två godkända år som tjänstgörande fänrik. Löjtnanten är en taktisk officer med tjänsteställning över fänrik och under kapten. Tjänsteställningsmässigt står löjtnanten över fanjunkare men under förvaltare.

### Gradbeteckning
I armén betecknas graden med två stjärnor. I flottan bärs en ögla (i amfibiekåren en granat) av 12 mm galon och en 6 mm galon. I flygvapnet bärs ett flygemblem, en 12 mm och en 6 mm galon.

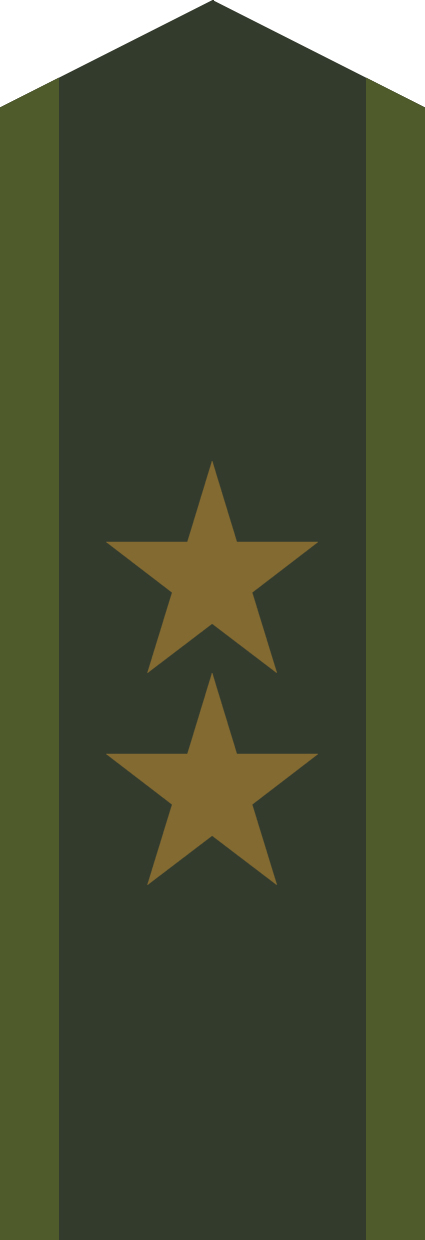
Armén (fältuniform)
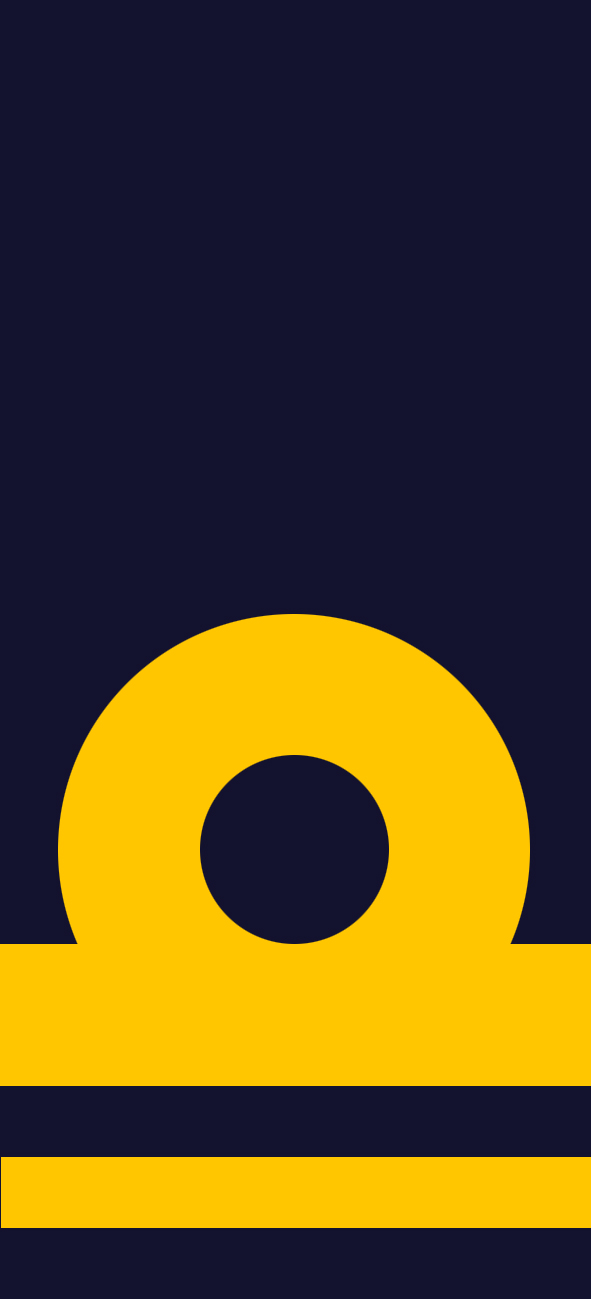
Flottan (fält/sjöstridsdräkt)
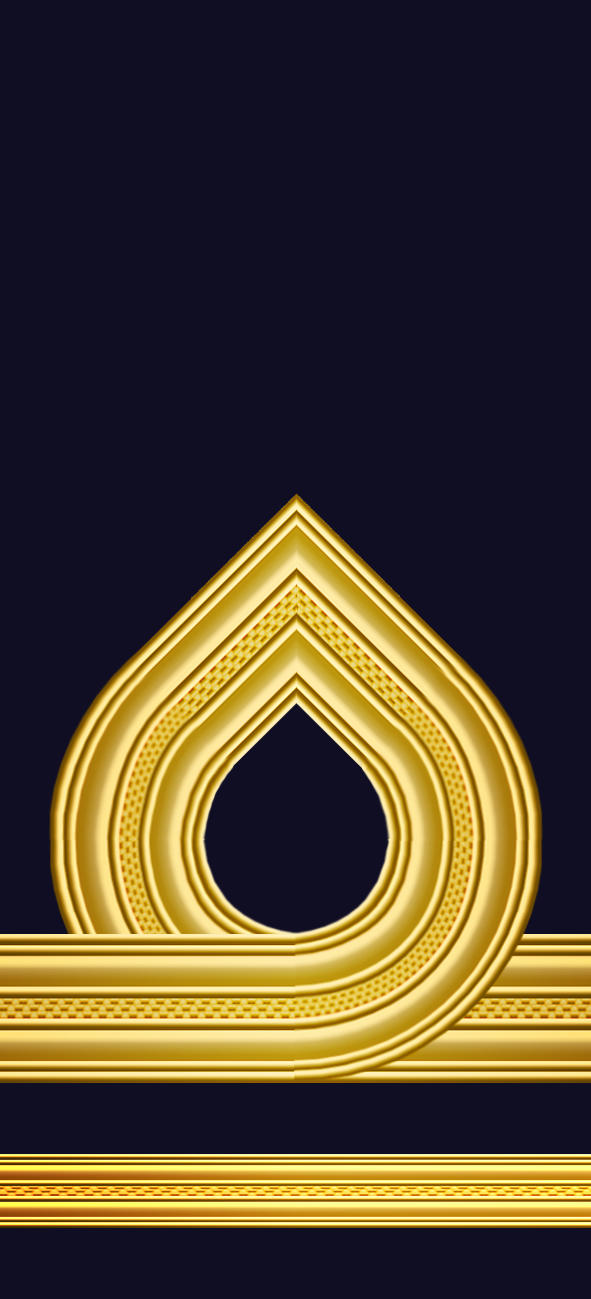
Amfibiekåren (uniform m/87)
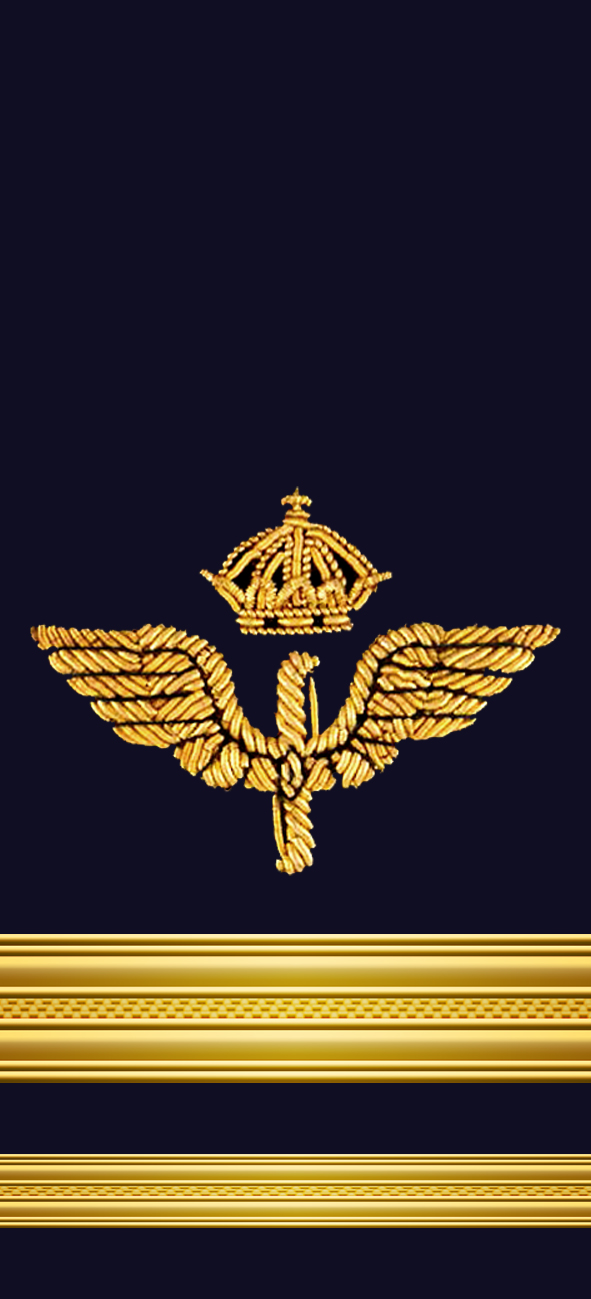
Flygvapnet (uniform m/87)

### Gradbeteckning på ärm
I flygvapnet bärs gradbeteckning på ärm endast på mässdräkt.

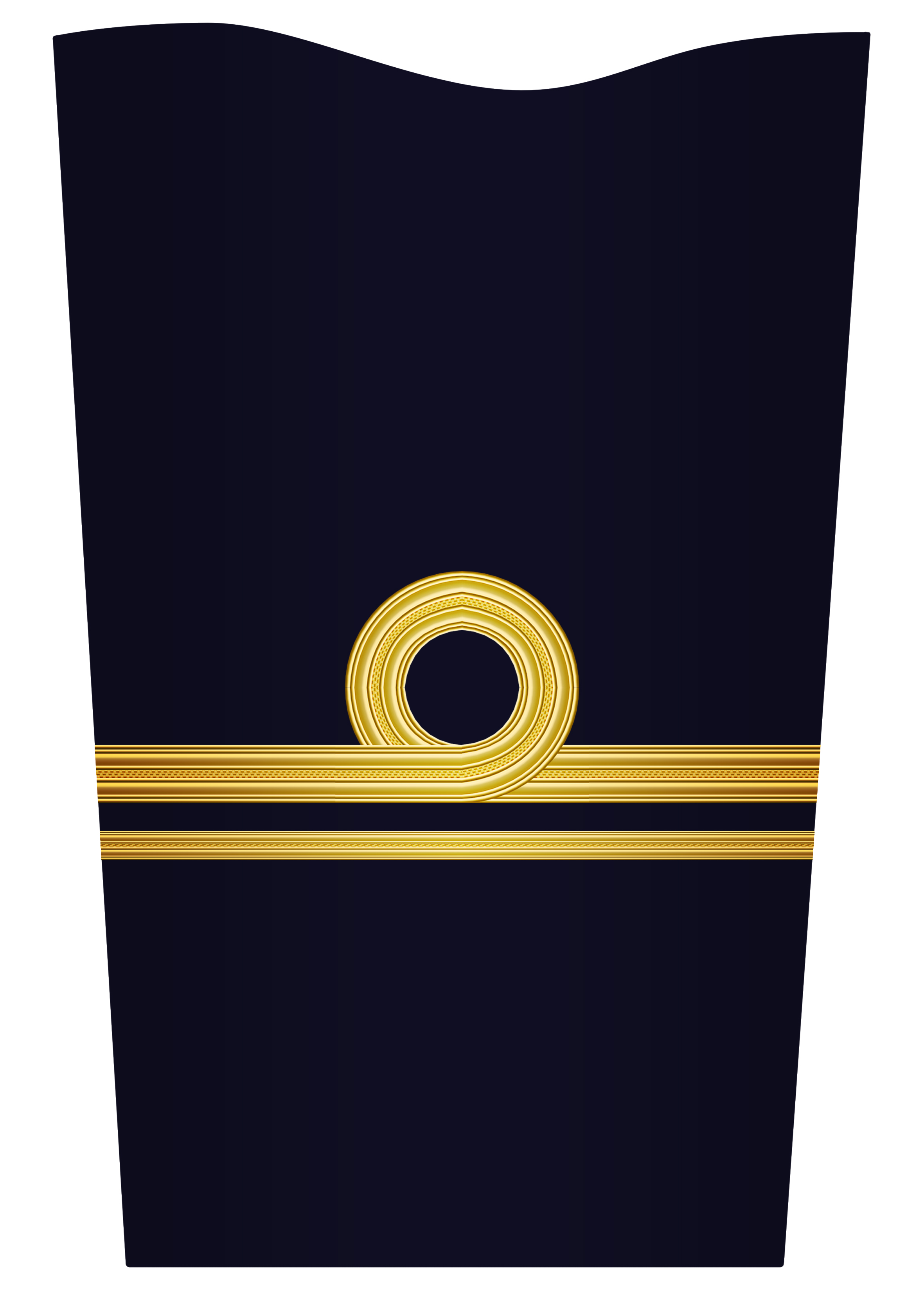
Flottan (innerkavaj m/48, mässdräkt)
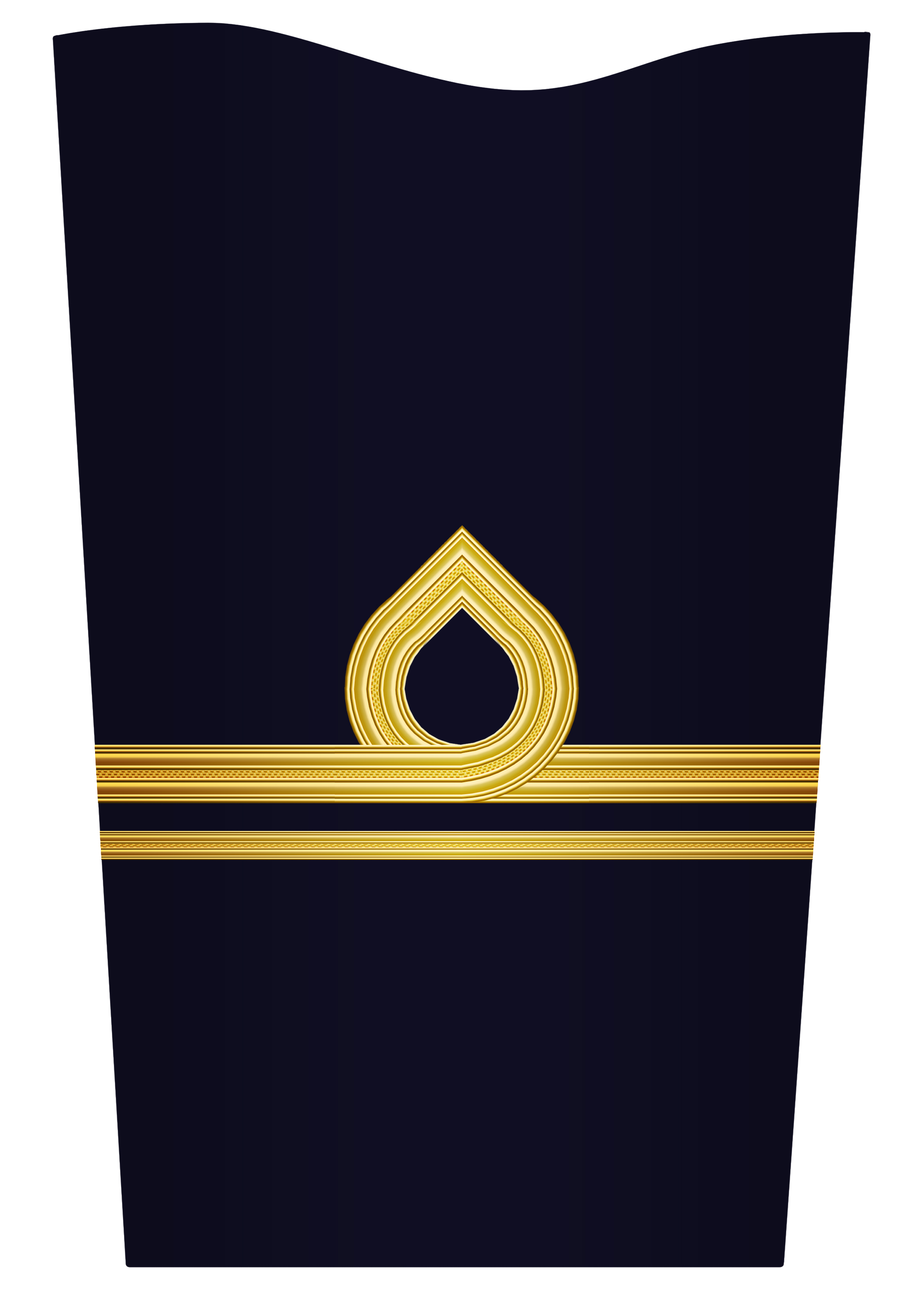
Amfibiekåren (innerkavaj m/48, mässdräkt)
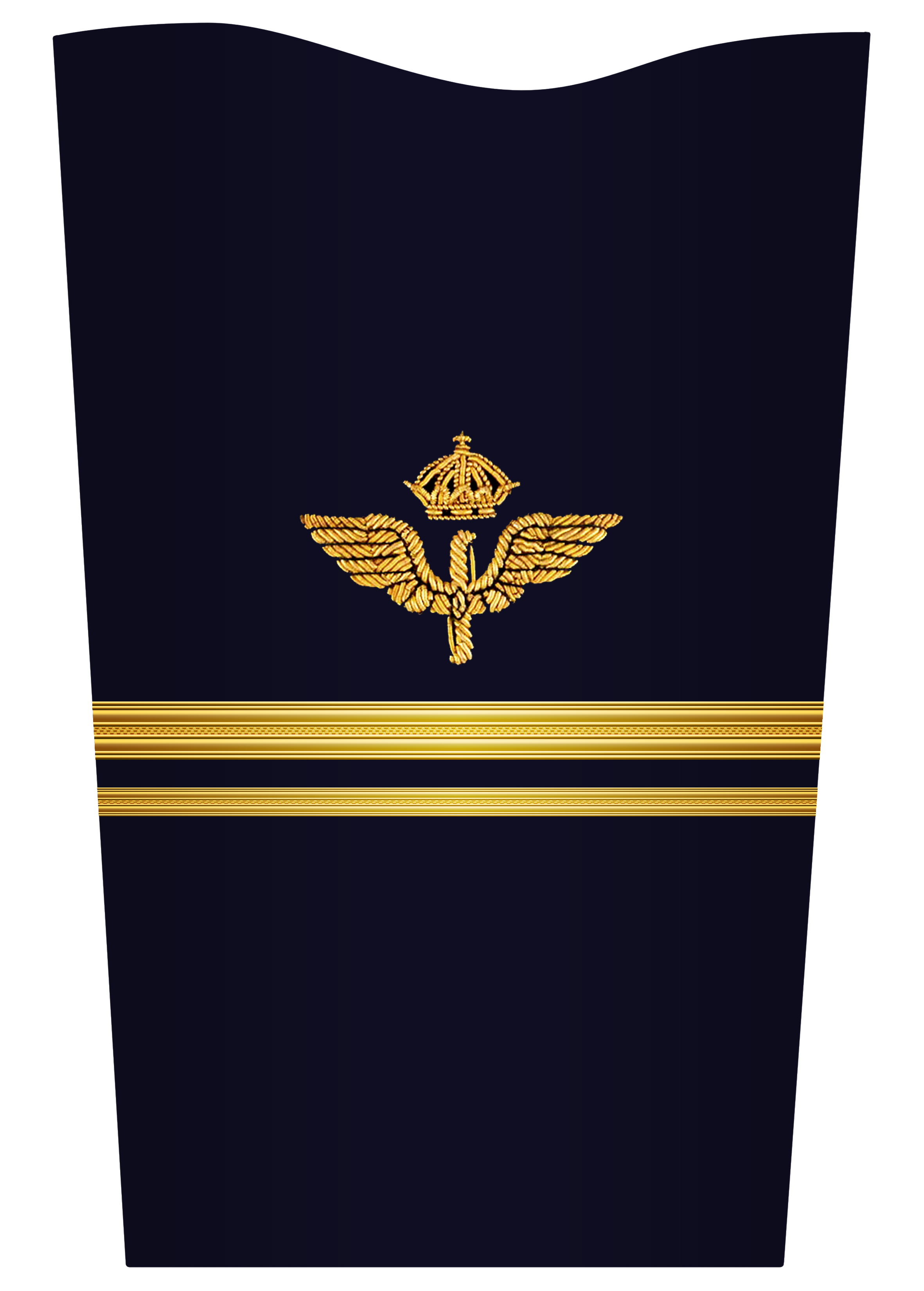
Flygvapnet (mässdräkt)

### Gradbeteckning på huvudbonad
På huvudbonaden bärs agraff eller mössmärke för taktisk officer.

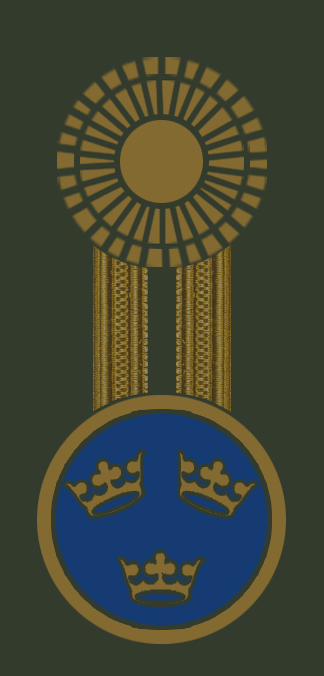
Armén (fältuniform)
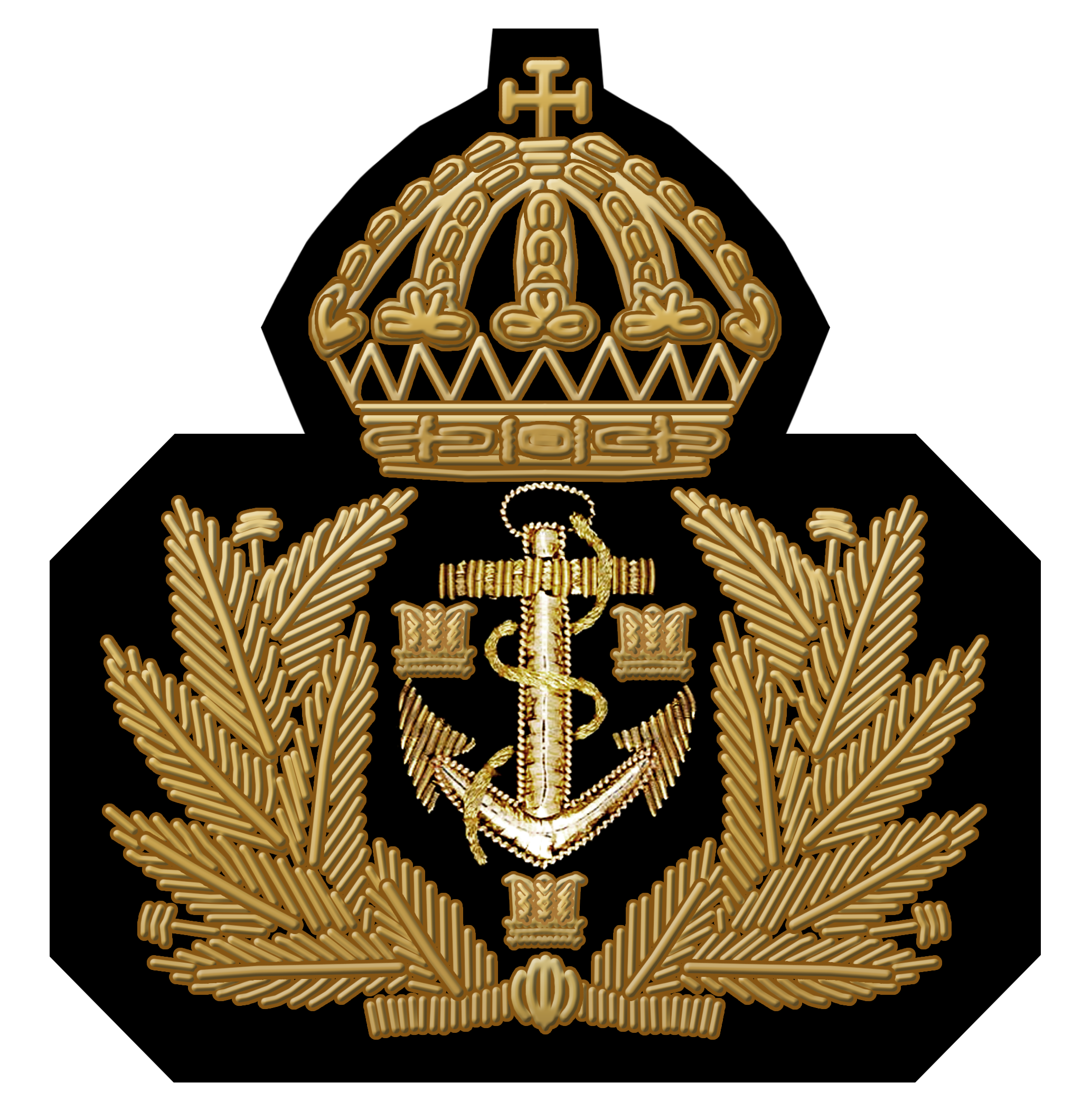
Flottan (skärmmössa m/78)
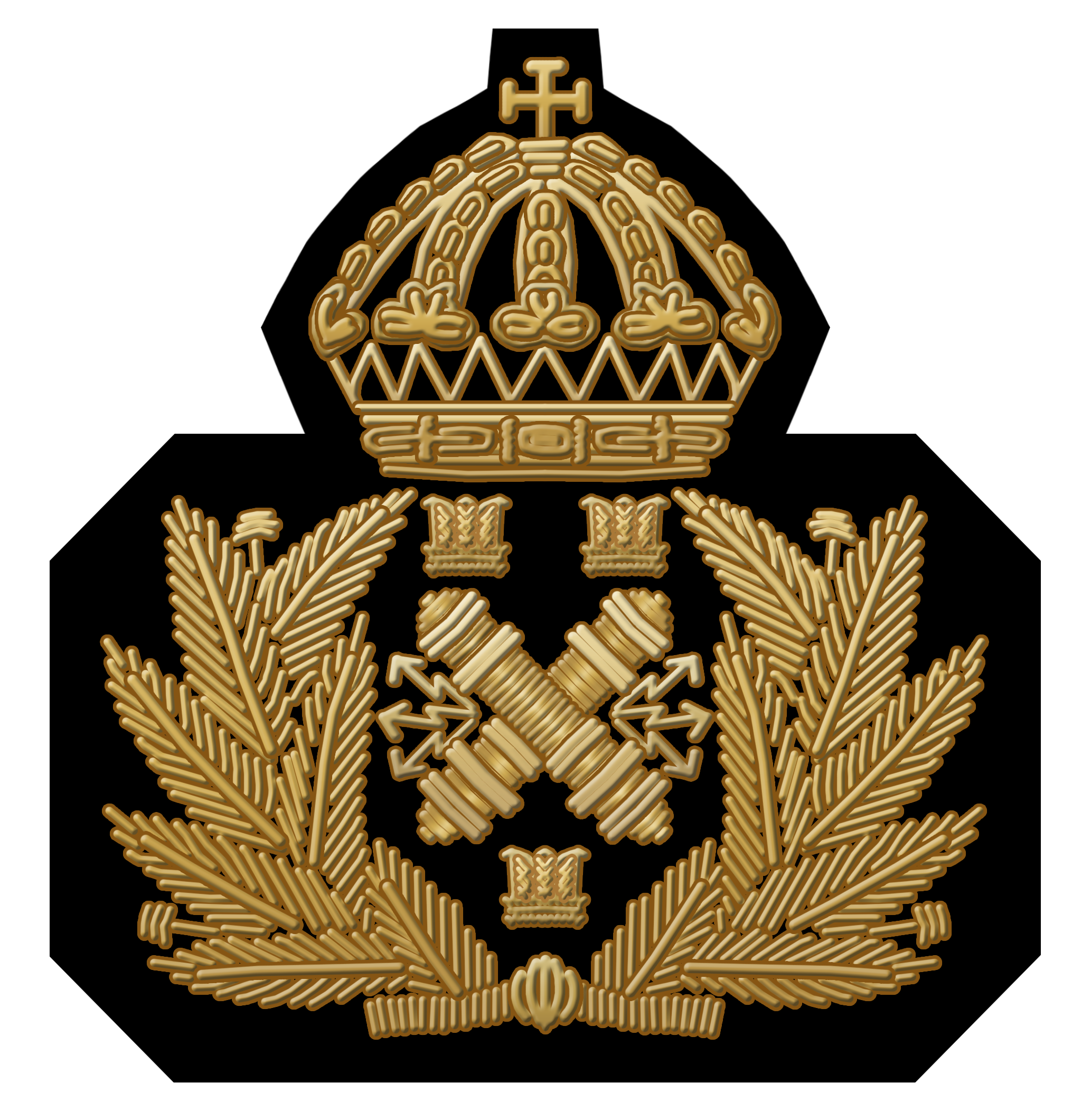
Amfibiekåren (skärmmössa m/87)

## Historik
Från slutet av medeltiden var löjtnantsgraden en adjutantsgrad. En generallöjtnant var en generals adjutant, en överstelöjtnant en överstes, en kaptenlöjtnant en kaptens och så vidare. Senare blev det benämningen på en kompanichefs närmaste man i befälet.
För fänrikar (tidigare underlöjtnant) och löjtnanter fanns förr den sammanfattande benämningen subalternofficerare.

## Internationell jämförelse
En tysk Leutnant är inte en löjtnant utan en fänrik. Lieutenant är en kapten i USA:s, Storbritanniens och samväldesländernas flottor. I övriga amerikanska försvarsgrenar (utom US Navy och US Coast Guard) betyder Lieutenant både fänrik och löjtnant. En fänrik är en 2nd Lieutenant och en löjtnant 1st Lieutenant.